# Hieracium patagonicum
Hieracium patagonicum là một loài thực vật có hoa trong họ Cúc. Loài này được Hook.f. mô tả khoa học đầu tiên năm 1846.